# Municipio de Emerson (Míchigan)
El municipio de Emerson (en inglés: Emerson Township) es un municipio ubicado en el condado de Gratiot en el estado estadounidense de Míchigan. En el año 2010 tenía una población de 952 habitantes y una densidad poblacional de 10,72 personas por km².

## Geografía
El municipio de Emerson se encuentra ubicado en las coordenadas 43°20′18″N 84°32′12″O / 43.33833, -84.53667. Según la Oficina del Censo de los Estados Unidos, el municipio tiene una superficie total de 88.84 km², de la cual 88,8 km² corresponden a tierra firme y (0,04 %) 0,03 km² es agua.

## Demografía
Según el censo de 2010, había 952 personas residiendo en el municipio de Emerson. La densidad de población era de 10,72 hab./km². De los 952 habitantes, el municipio de Emerson estaba compuesto por el 97,27 % blancos, el 0,21 % eran afroamericanos, el 0,42 % eran amerindios, el 0,21 % eran asiáticos, el 1,16 % eran de otras razas y el 0,74 % eran de una mezcla de razas. Del total de la población el 3,47 % eran hispanos o latinos de cualquier raza.